# Date with Time
| Recensione | Giudizio |
| ---------- | -------- |
| AllMusic   |          |

Date with Time è un album discografico del pianista jazz francese Michel Petrucciani, pubblicato dall'etichetta discografica Owl Records nel 1991.

## Tracce

### CD
1. Santa Barbara – 6:41 (Michel Petrucciani)
2. Afro Blue – 5:24 (John Coltrane)
3. 'Round About Midnight – 10:02 (Thelonious Monk)
4. Memphis Green – 5:30 (Charles Lloyd)
5. Mike Pee – 10:15 (Michel Petrucciani)
6. Bumpin' on the Sunset – 5:40 (Wes Montgomery)

## Musicisti
- Michel Petrucciani - pianoforte (solo)

Note aggiuntive
- Jean-Jacques Pussiau e François Lemaire - produttori
- Registrazioni effettuate il 15 dicembre 1981 al Acousti Studio di Parigi (Francia)
- Clément Ziegler - ingegnere delle registrazioni
- Rimasterizzazione digitale effettuata presso Ramses Studio di Parigi nel luglio 1991 da Jean-Paul Darras
- Aldo Romano - note copertina
- Bernard Amiard - art direction e progetto copertina CD
- Mephisto Studio - foto copertina[1]